# Eborària
L'eborària es defineix com l'art de treballar els ivoris.
Es pot treballar mitjançant la talla, amb cisell, mitjançant el laminatge de l'ivori, realitzant gravats a l'aiguafort.
La talla deriva de la talla de la fusta i és de difícil aprenentatge donada l'estructura i morfologies de l'ivori.

## Ivori
Substància blanca, dura, compacta, de què estan formats els ullals de l'elefant, de la morsa i del senglar, o de les defenses del narval. Part dura de les dents coberta per l'esmalt.
Generalment s'empra el terme per referir-se als ullals dels elefants i dels mamuts, encara que segons el National Fish & Wildlife Forensics Laboratory, Oregon, EUA i el CITES (http://www.CITES.es) el terme ivori pot utilitzar-se correctament per descriure qualsevol dent o ullal de mamífer que tingui interès comercial i sigui prou gran perquè pugui ser tallat o gravat”.
Poden ser tallats amb diverses formes com a joies, esculturas, mànecs, incrustacions de marqueteria, tecles de piano...

### Característiques de l'ivori
Encara que l'estructura de dents i ullals sigui la mateixa, polpa dentària, dentina, ciment dental i esmalt, és la segona, la dentina, la que major proporció té.
Color blanc groguenc característic.
Higroscopicitat mitjana.
Baixa resistència als àcids.
Sensibilitat a atacs biològics en determinades condicions.
Resistència baixa a la calor.
És poc permeable.
Flexibilitat relativa.
Sofreix deformacions en ambients amb canvis bruscs d'humitat i temperatura.

## Tipus d'ivori[3]
Les dents i ullals poden procedir tant d'elefants i mamuts com de morses, catxalots i orques, hipopòtams, del narval i del senglar berrugós

### ElefantimamutLoxodonta africana, Elephas maximus, Mammuthus primigenus
Els ullals d'elefant i mamut presenten una característica peculiar que les fa fàcilment identificables, les línies de Schreger, que conformen unes línies creuats. L'ullal d'elefant pot arribar a mesurar uns 3,5 m de longitud.

### MorsaOdobenus rosmarus
Els ullals de morsa poden arribar a aconseguir 1 m. També s'empren les dents per a la talla d'ídols, arpons.

### Catxalotiorca(Physeter catodon i Orcinus orca)
Les dents d'aquests poden arribar a mesurar 20 cm.

### NarvalMonodon monoceros
Aquest ullal, present sols en els mascles de l'espècie, pot aconseguir una longitud que va dels 2 fins als 7 m. És un únic ullal que s'enrosca de forma helicoidal, sent buit per dins a causa de la cavitat de la polpa que s'estén pel mateix.

### HipopòtamHippopotamus amphibius
Són emprats els seus canins superior i inferiors i els incisius.

### FacoquerPhacochoerus aethiopicus
S'obté dels canins superiors i inferiors i presenta un aspecte clapejat.

### Succedanis de l'ivori
La petxina, l'os, l'ivori de cálao de Borneo Rhinoplax vigil, l'ivori vegetal són succedanis naturals de l'ivori.
Succedanis artificials hi ha tres tipus els compostos de resina orgànica i de material inorgànic, els compostos de caseïna i de material reïnós i els compostos de pols d'ivori amb un aglutinant o resina, estant aquests últims també sotmesos als controls i permisos internacionals que concerneixen a l'ivori.
Són fàcilment identificables amb llum ultraviolada i per les seves característiques físiques.

## Història
L'ús de l'ivori per tallar i gravar arrenca ja en la prehistòria. Des dels primitius ídols paleolítics fins a les escultures religioses romàniques o renaixentistes, el seu ús va ser tan variat com en el recobriment de palaus així com en la decoració de mobiliari mitjançant talles i marqueteria d'ivori.

### Paleolític
Les dures condicions de vida van fer que l'Homo sapiens variés la indústria lítica, que havien emprat fins al moment altres homínids, variant les tècniques de talla i incorporant l'ús de l'os, així com de l'asta
de ren.

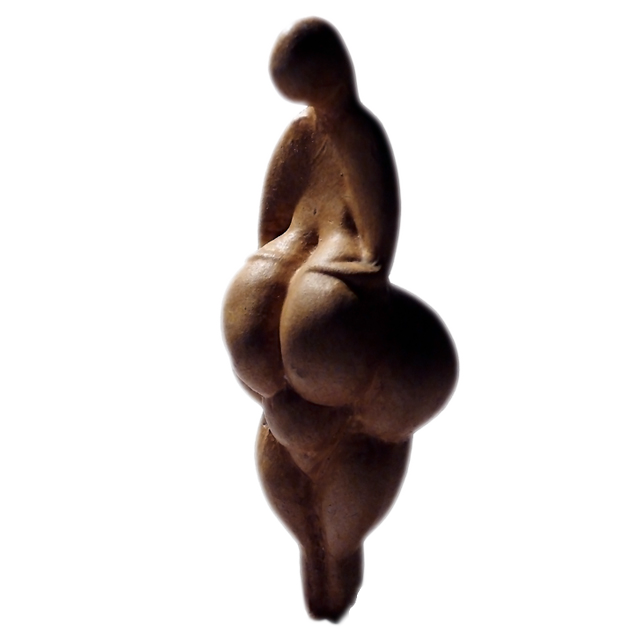
Venus de Lespugue (rèplica)

L'ivori i l'os de mamut van ser, des de l'època aurinyacià fins a la magdalenià, els materials més adequats per realitzar un art moble o mobiliària, que constava de petites figuretes i plaques decorades amb gran varietat temàtica, com el Cavall de Lorda.

### Neolític
Durant el Neolític l'ivori era un dels materials emprats, al costat de l'alabastre, el marbre, la calcària, per tallar figures antropomòrfics i zoomòrfics.

### Egipte
Es van formar centres on artistes-artesans es dedicaven a les arts sumptuàries i treballaven les diferents tècniques ceràmiques, d'arts del vidre, de teixits i cuirs, i d'os i ivori.
En els complexos funeraris dels faraons es van trobar nombrosos exemples de tota mena de mobles decorats amb gran habilitat.

### Mesopotàmia
L'ús de dos materials d'una gran fragilitat com són la petxina dels mol·luscs i l'ivori es devia a un gust per l'oposició i el contrast cromàtic.
Hi ha un ressorgir de la tècnica de la eborària durant la dominació assíria, manifesta a través de nombroses plaquetes d'ivori gravades trobades en jaciments com Assur i Nimrud. Es treballava també en forma de relleus.
Històricament la eborària té una tradició islàmica que parteix de l'Egipte fatimita, emprant-se per fabricar cofres per guardar joies, arquetes rectangulars, i perfums, arquetes cilíndriques.
Però són els cofres de les escoles de eborària de l'Espanya musulmana les que gaudirien d'una major perfecció. Escoles com les de Còrdova i Madinat al-Zahrà tallaven elaborats arabescos i inscripcions amb caràcters cúficas i més tard cursives en les plaques d'ivori.
L'art de la eborària va entrar en decadència amb la desaparició del califat de Còrdova. Tan sols a les escoles de Toledo i Conca se seguia treballant l'ivori, arribant a substituir el relleu pel calat.

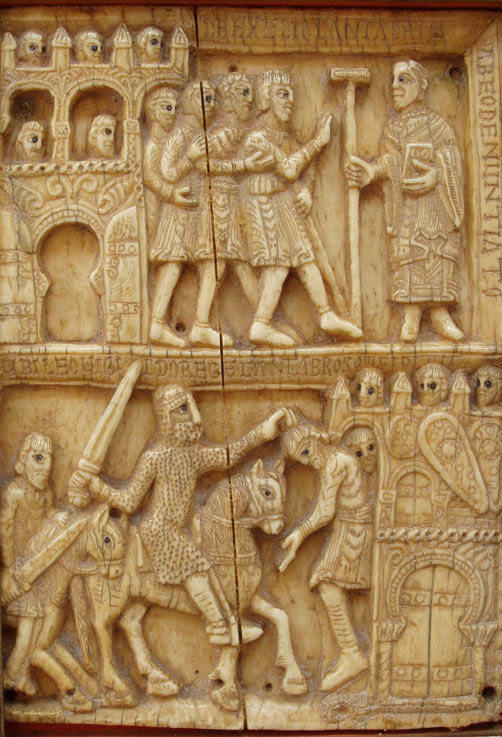
Ivori romànic, s. XI. Arca relicari de Sant Millán.

Ressorgeix durant l'època del regne de Granada, on l'ivori s'emprarà, a més, per realitzar empunyadures de punyals i espases.

### Imperi Romà d'Orient
Augmenta el gust pel refinat de la tècnica i la raresa del material.
L'ús dels díptics consulars des d'època romana provoca una proliferació de tallers i un comerç actiu d'ivori.
L'església adoptarà l'ivori com a material per a la decoració de temes sagrats en forma de díptics per còdex o reliquiaris o altres objectes litúrgics. El tron de Maximilià és un bon exemple de l'ús de plaques d'ivori.

### Gòtic
L'ivori és molt apreciat per l'alta burgesia, ja que s'emprava per a la reproducció de rèpliques, altars portàtils, objectes de tocador.
A Venècia, cap al 1400, la família Embriachi introdueix una variant en la eborària, arquetes de noguera amb figures tallades en os.

### Eborària en la península Ibèrica

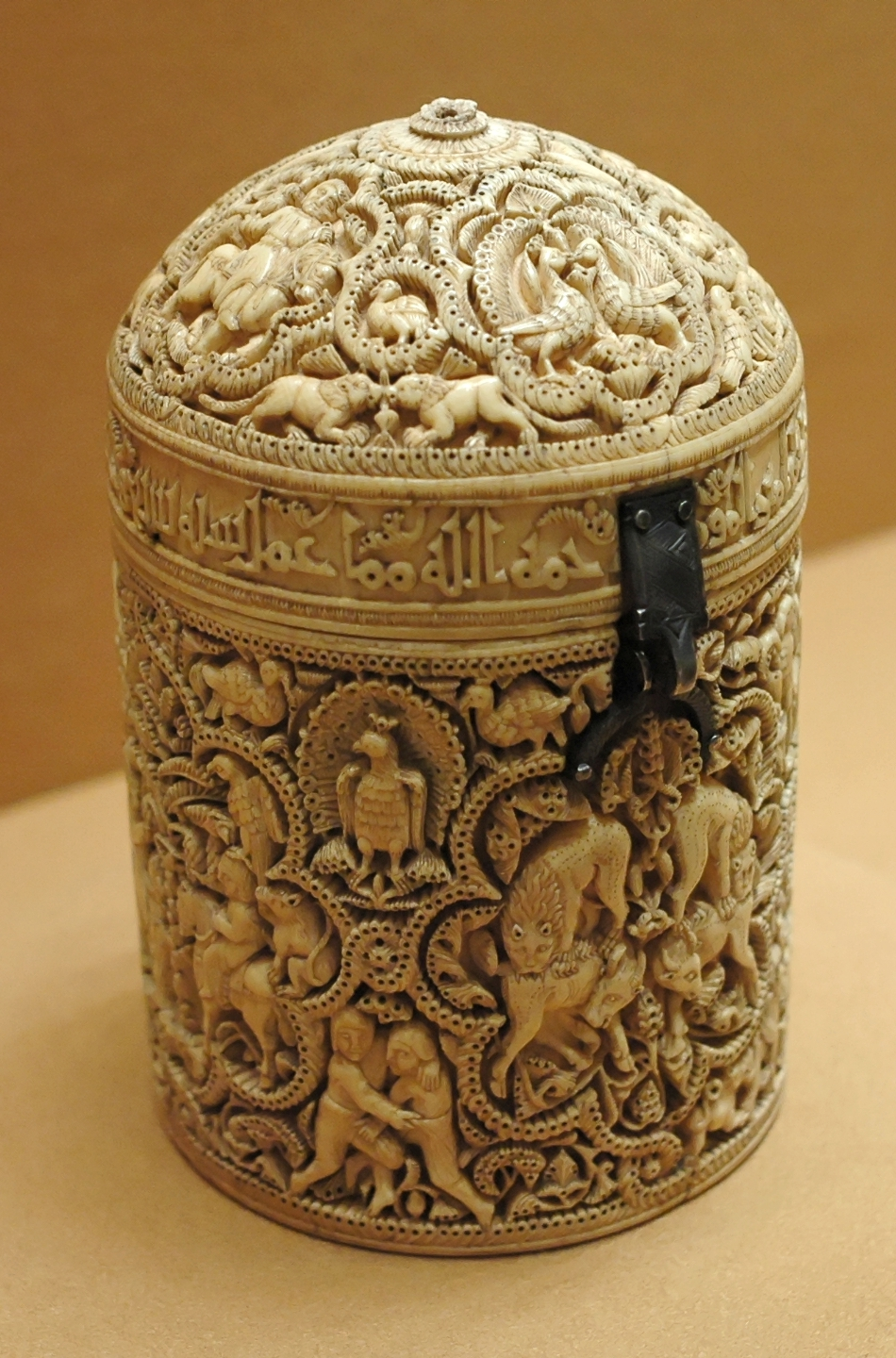
Píxide Al-Mughira

Margarita M. Estella Marcos destaca en la seva obra ‘La escultura de marfil en España’ el taller califal de Madinat al-Zahra.
El Pot de Almoguira, que es troba en el museu del Louvre, és una de les obres més destacades, amb una riquesa iconogràfica i la inscripció en la qual es llegeix que va ser feta per Faray amb els seus deixebles, donant a conèixer els noms dels diversos artesans que van intervenir en aquesta arqueta cilíndrica.
Entre els segles xiv i xv destaquen dues zones principals de treball, segons la decoració: els tallers de Sicília amb abundant representació d'animals i a vegades de figures humanes i els tallers i els tallers hispano-àrabs on predomina la decoració geomètrica, una rosassa amb estels de *lacería en el seu interior i vegetal.
A part de les arquetes i caixes s'elaboren objectes com a pintes o peces de jocs de taula.

### Eborària romànica a Espanya
Durant el segle xi destaquen dos tallers a León i en San Millán de la Cogolla sent els objectes elaborats arquetes, díptics, cobertes d'evangeliaris fets d'ivori amb relleus, or i altres materials preciosos. També realitzarien peces d'escacs.
Destacable el Crist de Fernando I i Donya Sancha, d'un ivori brillant de gran qualitat, entre l'escultura romànica.

### Eborària gòtica a Espanya
Les verges abrideras que daten de finals del segle xiii, estàtues amb el cap massís el cos del qual s'obre en forma de tríptic decorat amb relleus, reflecteixen el caràcter de la eborària gòtica, de gran influència francesa fins al segle xv.
L'estil del taller dels Embriachi comença a fer-se notar: ... la decoració de l'armadura de l'estri amb taracea a la certosina de tipus geomètric policromada per l'alternança de fustes i ossos acolorits.
El gran Tríptic del Museu Arqueològic Nacional és un exemplar d'aquest estil.

### Eborària del renaixement i del barroc
L'escassetat del material i el creixent interès per l'escultura monumental fa que torni a decaure la eborària, no obstant això, les peces elaborades són d'una gran qualitat. A la fi del manierisme, la eborària viu una gran esplendor a causa de l'exclusivitat del material.

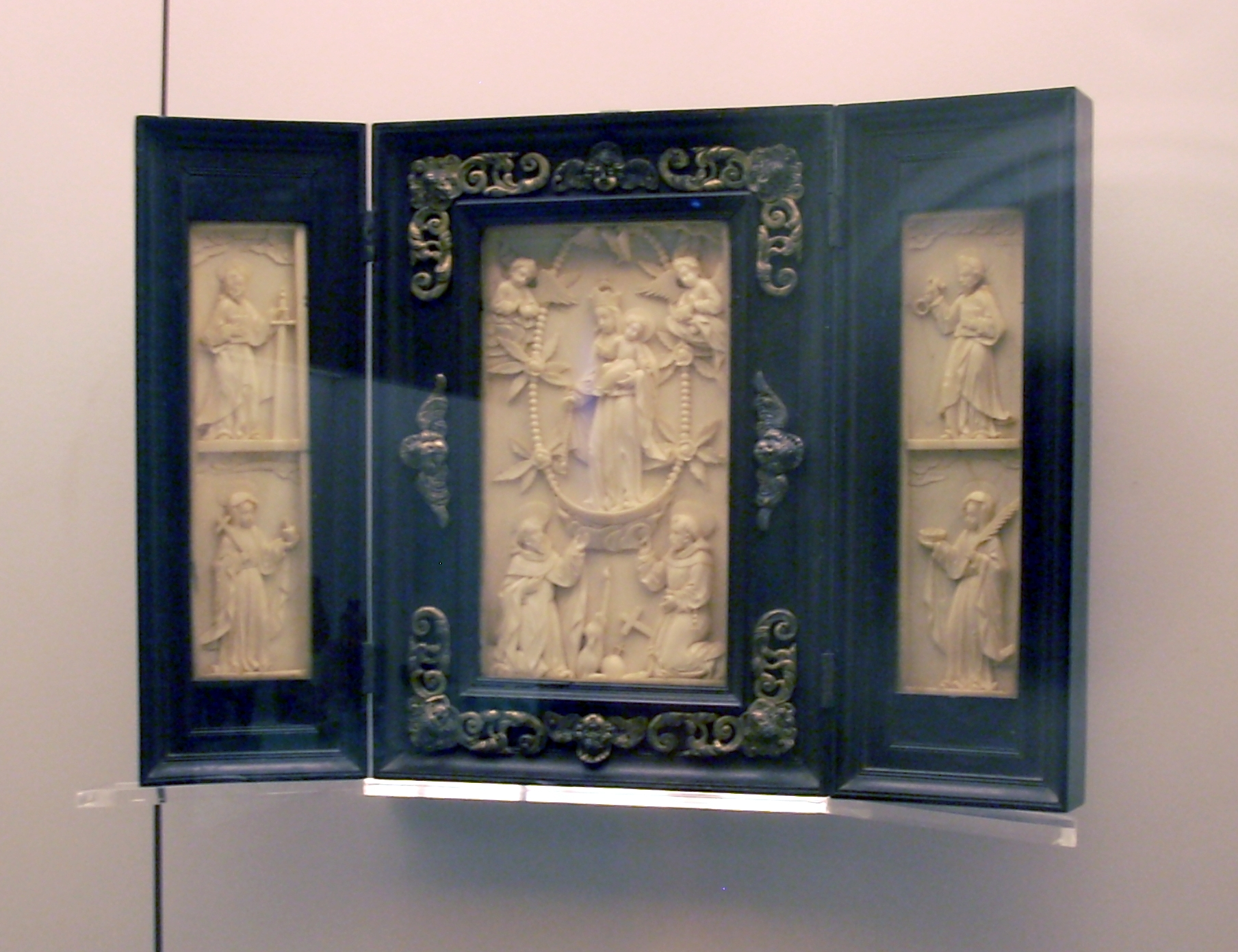
Tríptic filipí.

Durant el barroc es produeix una massiva arribada de peces d'ivori des de les colònies ultramarines, i d'altres escoles com la italiana, la flamenca o l'alemanya, totes elles de gran qualitat.

### Eborària hispano-filipina
Obres realitzades amb un ivori de bona qualitat, blanc rosat, amb molta lluentor i pes per la població xinesa resident en l'arxipèlag, emprant com a model els gravats flamencs. Interessant és la decoració floral en la indumentària.

## Altres tècniques de l'ivori
Scrimshaw: ivori o os gravat o tallat superficialment. Molt emprat per mariners i esquimals.

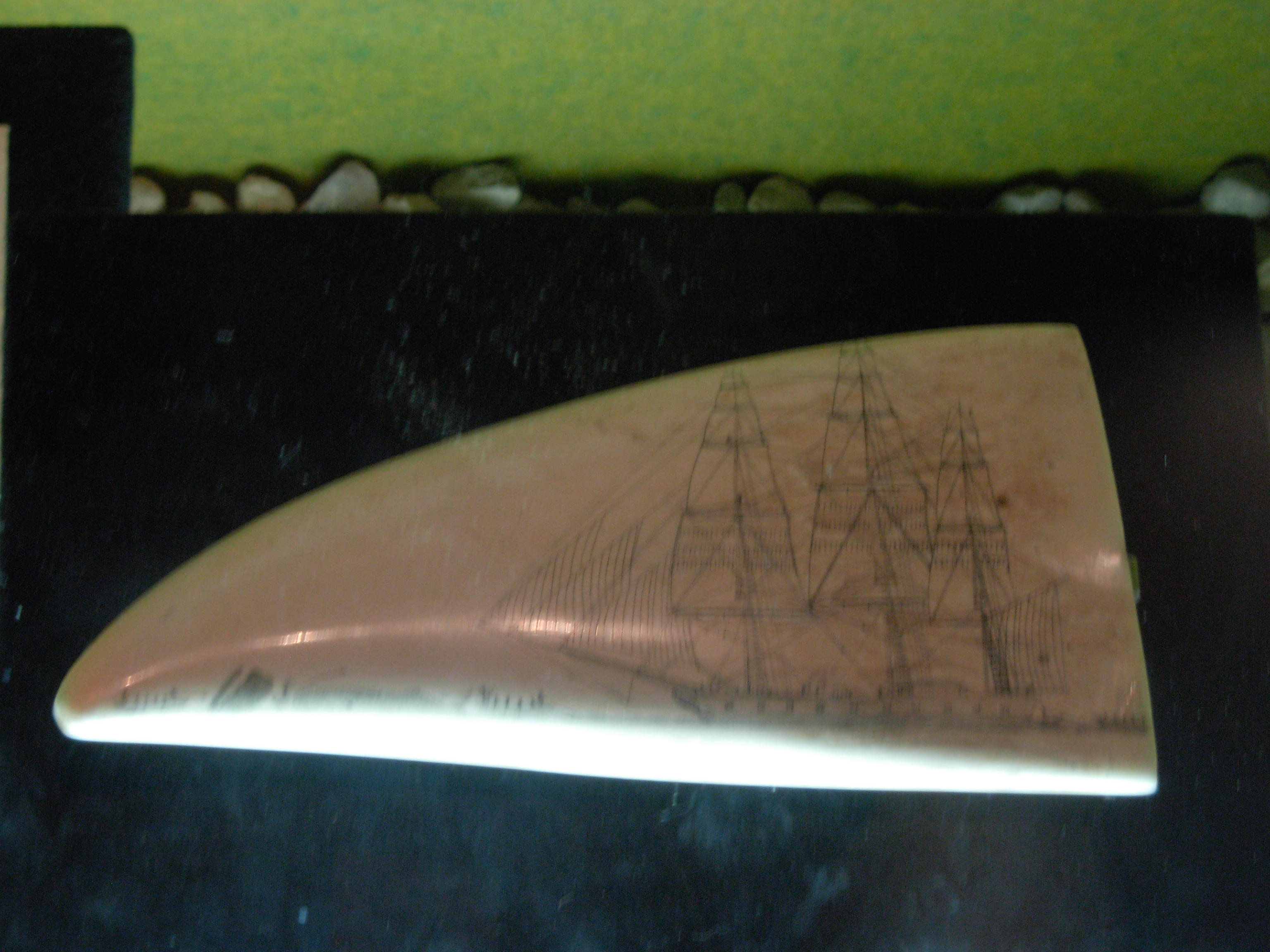
Scrimshaw, dent de balena.

Miniatura sobre ivori: el seu desenvolupament comença al segle xviii, es realitzava sobre plaques d'ivori